# Sebastián Martínez (futbolista mexicano)
Sebastián Martínez Vidrio (Coatzacoalcos, Veracruz, México; 6 de enero de 2001) es un futbolista mexicano. Juega de Delantero y su equipo actual es el Racing de Veracruz de la Liga Premier MX.

## Trayectoria
Formado en las inferiores del , Martínez fue promovido al primer equipo en la temporada 2018-19. Debutó por la Chivas el 21 de febrero de 2019 ante los Cafetaleros de Chiapas por la Copa México.

## Selección nacional
Martínez es internacional juvenil por México.

## Estadísticas
Actualizado al último partido disputado el 27 de febrero de 2022
| Guadalajara · México                | 1.ª           | 2018-19       | 0 | 0 | 1 | 0 | - | - | 1 | 0 |
| Guadalajara · México                | 1.ª           | 2019-20       | 0 | 0 | 2 | 0 | - | - | 2 | 0 |
| Guadalajara · México                | 1.ª           | 2020-21       | 3 | 0 | 0 | 0 | - | - | 3 | 0 |
| Guadalajara · México                | 1.ª           | 2021-22       | 1 | 0 | 0 | 0 | - | - | 1 | 0 |
| Guadalajara · México                | Total club    | Total club    | 4 | 0 | 3 | 0 | 0 | 0 | 7 | 0 |
| Total carrera                       | Total carrera | Total carrera | 4 | 0 | 3 | 0 | 0 | 0 | 7 | 0 |
| (1) Incluye datos de la Copa México |               |               |   |   |   |   |   |   |   |   |